# Домашин
Домашин (укр. Домашин) — село в Костринской сельской общине Ужгородского района Закарпатской области Украины.
Население по переписи 2001 года составляло 550 человек. Почтовый индекс — 89021. Телефонный код — 03135. Код КОАТУУ — 2120884802.

## История
Первая церковь с элементами барокко в селе была построена в 1751 году, в 1907 — реконструирована. В 2007 местной религиозной общиной было принято решение построить в селе новую церковь, но не на новом месте, а на старом, где ранее стояла предшественница. Каменная мурованная церковь была построена над деревянной церквушкой, «поглотив» её. В 2011 она была освящена в честь святого Архистратига Михаила. Когда строительство было завершено, деревянную церковь внутри каменного храма разобрали и вынесли на мусор. Маковку с «фонарем» спалили на куче строительного мусора. Деревянная церковь перестала существовать.